# Dúbravka (Bratislava)
Dúbravka é um bairro de Bratislava, capital da Eslováquia. Está situado no distrito de Bratislava IV, na região de Bratislava. Tem 8,65 km² de área e sua população em 2018 foi estimada em 33.448 habitantes.